# 1975년 로스앤젤레스 영화 비평가 협회상
제1회 로스앤젤레스 영화 비평가 협회상은 로스앤젤레스 영화 비평가 협회(LAFCA)가 개최한 시상식으로, 1975년 영화를 심사한다.

## 수상자
- 작품상 (공동 수상)
  - 뜨거운 오후
  - 뻐꾸기 둥지 위로 날아간 새
- 감독상
  - 시드니 루멧 - 뜨거운 오후
- 남우주연상
  - 알 파치노 - 뜨거운 오후

- 여우주연상
  - 플로린다 보우캉 - 짧은 휴가 (Una breve vecanza)
- 각본상
  - 조안 테퀘스버리 - 내쉬빌
- 촬영상
  - 존 알콧 - 배리 린든
- 외국어 영화상
  - 그리고 지금 나의 사랑 (Toute une vie) - 프랑스/이탈리아
- 특별상
  - 우리의 사랑은 흘러갔지만